# Лів Тайлер
Лів Рундґрен, пізніше Лів Та́йлер (англ. Liv Tyler, нар. 1 липня 1977, Нью-Йорк, США) — американська акторка, продюсерка. Найбільш відома ролями ельфійки Арвен Ундоміель у  кінотрилогії «Володар перснів» (2001–2003) та Бетті Росс у Кіновсесвіті Marvel.

## Біографія
Народилася 1 липня 1977 року в Нью-Йорку у госпіталі Маунт-Синай.
Її мати — американська співачка й колишня модель Бебе Б'юел (Bebe Buell), батьком був музикант Стів Тайлер з рок-гурту Aerosmith. Мати назвала Лів на честь норвезької акторки Лів Ульман, побачивши Ульманн на обкладинці випуску TV Guide за 5 березня 1977 року. Її походження включає італійське (від прадіда), польське, німецьке, англійське та афроамериканське (від 4-го прадіда по батьківській лінії).  
До дев'яти років Лів вважала своїм рідним батьком музиканта Тодда Рундгрена, з яким її мати була одружена. Правда відкрилася після того, як Лів звернула увагу, що дуже схожа на дочку Стівена Тайлера, Мію Тайлер. Згодом Лів взяла прізвище біологічного батька. Її мати була в шлюбі з Койотом Шиверсом (з 1992 по 1998) та Джимом Валлерстайном (з Лів 25 серпня 2002). 
Лів Тайлер має зведених братів та сестер : Міа Тайлер - сестра по батьковій лінії (нар. 1978 році); Челсі Анна Талларіко (1989), Тадж Монро Талларіко (1992), Рекс Рандгрен і Ренді Рандгрен (зведені брати). Її бабуся по материнській лінії, Доротея Джонсон, заснувала Школу протоколу у Вашингтоні.

## Робота
У 14 років почала кар'єру з роботи моделлю. На телеекрані з'явилася в 1994 році, знявшись разом з Алісією Сільверстоун у кліпі Aerosmith пісню на Crazy. Потім її одночасно запросили знятися у фільмах «Безмовна сутичка» і «Heavy». Поки Лів знімалася в першому фільмі, знімання другого відкладалися до тих пір, поки вона не звільнилася. У двадцять років Лів знялася в декількох успішних картинах, зокрема у фільмі Бернардо Бертолуччі «Stealing Beauty». Найбільшу популярність Лів принесли ролі у фантастичному блокбастері «Армагеддон», де вона знялася разом з Брюсом Віллісом і Беном Аффлеком, і кінотрилогії «Володар перснів».

## Особисте життя
З 1995 по 1998 рік Тайлер зустрічалася з Хоакіном Феніксом, колегою по фільму "Вигадане життя Ебботів". На час цих стосунків вона стала вегетаріанкою. 
В 1998 році почала зустрічатися з британським музикантом Ройстоном Ленгдоном з гурту Spacehog. Заручилася з ним у лютому 2001 року, а 25 березня 2003 одружилася на Барбадосі. У грудні 2004 року народила сина Майло Вільяма. 8 травня 2008 року пара підтвердила через своїх представників, що розлучається.
У 2001 році Тайлер купила таунхаус на Західній 11-й вулиці в Грінвіч-Віллидж, Нью-Йорк, за $2,53 млн. 2019 року вона продала його за $17,45 млн на користь Лондона, де проживає з родиною з 2018 року. Вона також володіє будинком у Малібу, Каліфорнія.
У 2014 році Тайлер познайомилася з Девідом Гарднером, британським спортивним і розважальним менеджером. Вони заручилися в липні 2015 року, але розірвали заручини в березні 2021 року. Від Гарднера Тайлер народила сина Сейлора Джина (лютий 2015) і дочку Лулу Роуз (липень 2016) року. Тайлер тимчасово переїхала до Лондона незабаром після народження дочки.
Тайлер навчилася трансцендентальній медитації в Нью-Йорку. У грудні 2012 року вона взяла участь у благодійному гала-вечорі Фонду Девіда Лінча, щоб надати можливість трансцендентальної медитації малозабезпеченим верствам суспільства. На заході вона сказала: "Це допомагає мені ухвалювати кращі рішення і бути кращою матір'ю, і просто справлятися зі щоденним стресом сучасного світу, в якому ми живемо. Це допомагає у всьому".
У січні 2021 року Тайлер повідомила в Instagram, що напередодні Нового року отримала позитивний результат на COVID-19, через що була прикута до ліжка в ізоляції на 10 днів. Вона сказала, що вірус "приходить швидко, як локомотив", і "однаково вражає і тіло, і розум".

## Фільмографія

### Акторка
| Рік       |    | Українська назва                        | Оригінальна назва                                 | Роль                           |
| --------- | -- | --------------------------------------- | ------------------------------------------------- | ------------------------------ |
| 1994      | ф  | Безмовна сутичка                        | Silent Fall                                       | Сільві Варден                  |
| 1995      | ф  | Товстун                                 | Heavy                                             | Келлі                          |
| 1995      | ф  | Магазин «Імперія»                       | Empire Records                                    | Корі Мейсон                    |
| 1996      | ф  | Вислизаюча краса                        | Stealing Beauty                                   | Люсі Гермон                    |
| 1996      | ф  | Те, що ти робиш!                        | That Thing You Do!                                | Фей Долан                      |
| 1997      | ф  | Вигадане життя Ебботів                  | Inventing the Abbotts                             | Памела Еббот                   |
| 1997      | ф  | Поворот                                 | U Turn                                            | дівчина на автобусній станції  |
| 1998      | ф  | Армагеддон                              | Armageddon                                        | Грейс Стемпер                  |
| 1999      | ф  | Планкет та Маклейн                      | Plunkett & Macleane                               | Ребекка Гібсон                 |
| 1999      | ф  | Колесо фортуни                          | Cookie's Fortune                                  | Емма Дюваль                    |
| 1999      | ф  | Онєгін                                  | Onegin                                            | Тетяна Ларіна                  |
| 2000      | ф  | Доктор «Т» і його жінки                 | Dr. T & the Women                                 | Мерилін                        |
| 2001      | ф  | Ніч у барі Мак-Кула                     | One Night at McCool's                             | Джул                           |
| 2001      | ф  | Володар перснів: Хранителі Персня       | The Lord of the Rings: The Fellowship of the Ring | Арвен                          |
| 2002      | ф  | Володар Перснів: Дві вежі               | The Lord of the Rings: The Two Towers             | Арвен                          |
| 2003      | ф  | Володар перснів: Повернення короля      | The Lord of the Rings: The Return of the King     | Арвен                          |
| 2004      | ф  | Дівчина з Джерсі                        | Jersey Girl                                       | Майя                           |
| 2005      | ф  | Самотній Джим                           | Lonesome Jim                                      | Аніка                          |
| 2007      | ф  | Спорожніле місто                        | Reign Over Me                                     | Анджела Оукхерст               |
| 2008      | ф  | Мамусі                                  | Smother                                           | Клер Купер                     |
| 2008      | ф  | Незнайомці                              | The Strangers                                     | Крістен МакКей                 |
| 2008      | ф  | Неймовірний Халк                        | The Incredible Hulk                               | Бетті Росс                     |
| 2008      | вг | Неймовірний Халк                        | The Incredible Hulk                               | Бетті Росс (голос)             |
| 2010      | ф  | Супер                                   | Super                                             | Сара Хельгеленд                |
| 2011      | ф  | Ціна пристрасті                         | The Ledge                                         | Шана Гарріс                    |
| 2012      | ф  | Робот і Френк                           | Robot & Frank                                     | Медісон Велд                   |
| 2014      | ф  | Джеймі Маркс мертвий                    | Jamie Marks Is Dead                               | Лінда Маккормік                |
| 2014      | ф  | Космічна станція 76                     | Space Station 76                                  | Джессіка                       |
| 2014—2017 | с  | Залишені                                | The Leftovers                                     | Мег Ебботт (13 серій)          |
| 2017      | с  | Порох                                   | Gunpowder                                         | Енн Вокс (3 серії)             |
| 2018      | ф  | Здичавіла                               | Wildling                                          | Еллен Купер                    |
| 2018—2019 | с  | Куртизанки                              | Harlots                                           | Ізабелла Фітцвільям (16 серій) |
| 2019      | ф  | До зірок                                | Ad Astra                                          | Єва Макбрайд                   |
| 2020      | с  | 9-1-1: Самотня зірка                    | 9-1-1: Lone Star                                  | Мішель Блейк (10 серій)        |
| 2025      | ф  | Капітан Америка: Новий світовий порядок | Captain America: New World Order                  | Бетті Росс                     |

### Продюсерка
| Рік  |    | Українська назва | Оригінальна назва | Роль     |
| ---- | -- | ---------------- | ----------------- | -------- |
| 2015 | кф |                  | Outlaws           | продюсер |
| 2018 | ф  | Здичавіла        | Wildling          | продюсер |